# Symphony of Enchanted Lands
Symphony of Enchanted Lands är ett album utgivet 1998 av det italienska metalbandet Rhapsody of Fire.

## Låtlista
1. "Epicus Furor" - 1:14
2. "Emerald Sword" - 4:21
3. "Wisdom of the Kings" - 4:28
4. "Heroes of the Lost Valley" - 2:04
5. "Eternal Glory" - 7:29
6. "Beyond the Gates of Infinity" - 7:23
7. "Wings of Destiny" - 4:28
8. "The Dark Tower of Abyss" - 6:46
9. "Riding the Wings of Eternity" - 4:13
10. "Symphony of Enchanted Lands" - 13:16